# Ебергард Аренс
Ебергард Аренс (нім. Eberhard Ahrens; 13 січня 1882, Веттер — 29 січня 1945, Маленте) — німецький військовий медик, доктор медицини, контрадмірал медичної служби крігсмаріне (1 вересня 1941).

## Біографія
В 1911 році пройшов однорічну добровільну службу в 2-му гвардійському гренадерському полку. Здобув вищу медичну освіту. З початком Першої світової війни призваний на службу і 15 серпня 1914 року направлений у військовий шпиталь у Вільгельмсгафені. З 21 вересня 1914 року — лікар 1-го морського полку Морського корпусу «Фландрія», з 24 березня 1915 року — лікар військово-морського шпиталю в Брюгге, потім служив у різних шпиталях та наземних частинах ВМС. 30 вересня 1919 року вийшов у відставку. 1 травня 1921 року повернувся в санітарну службу ВМС. З 6 жовтня 1924 по 16 березня 1926 року — головний лікар 1-ї флотилії міноносців. З 15 жовтня 1928 року — головний лікар військово-морського шпиталю в Кілі. З 3 жовтня 1933 року — головний лікар лінійного корабля «Гессен», з 18 листопада 1934 року — броненосця «Адмірал Шеер». З 23 вересня 1935 року — офіцер санітарної служби в штабі 2-го адмірала на Балтиці. 24 жовтня 1938 року призначений інспектором санітарних частин в інспекції бойової підготовки ОКМ. З 2 вересня 1939 року — головний лікар військово-морського шпиталю в Кілі-Гасзе. З 31 травня 1940 року — головний лікар в штабі командувача-адмірала у Франції, з 14 лютого 1941 року — військово-морського шпиталю в Кілі-Віку, одночасно з 21 травня 1941 року — шпиталю і Кілі-Гасзе. З 20 серпня 1942 року — головний лікар Командування групи ВМС «Південь». З 1 листопада 1943 по 2 листопада 1944 року — головний лікар військово-морського шпиталю в Маленте. 31 грудня 1944 року звільнений у відставку. Наклав на себе руки.

## Нагороди
- Залізний хрест
  - 2-го класу (20 грудня 1915)
  - 1-го класу (12 жовтня 1920)
- Фландрійський хрест
- Почесний хрест ветерана війни з мечами
- Медаль «За вислугу років у Вермахті»
  - 4-го, 3-го і 2-го класу (18 років; 2 жовтня 1936) — отримав 3 нагороди одночасно.
  - 1-го класу (25 років; 6 грудня 1937)
- Хрест Воєнних заслуг
  - 2-го класу з мечами (5 жовтня 1940)
  - 1-го класу з мечами (20 квітня 1942)